# Distinciones y honores del Gobierno Vasco
Las distinciones y honores del Gobierno Vasco (en euskera, Eusko Jaurlaritzaren goraipamenak eta ohoreak) son un conjunto de condecoraciones españolas de carácter civil entregadas por el Gobierno Vasco. Estas recompensas se encuentran reguladas por la misma norma, el Decreto del Gobierno Vasco 236/1996, de 22 de octubre por el que se regula la concesión de Distinciones y Honores del Gobierno Vasco. Esta norma modifica otra anterior, el Decreto del Gobierno Vasco 86/1983, de 2 de mayo por el que se crea la «distinción de la Cruz del Árbol de Gernika», la más antigua de este conjunto. Todos los nombramientos deben efectuarse mediante Decreto del Gobierno Vasco, correspondiendo al lendakari la imposición de las insignias en una ceremonia solemne. 
Ninguna autoridad o persona que preste sus servicios en la administración pública vasca puede ser galardonada mientras se encuentre en activo. En todas las condecoraciones vascas se entrega, junto a las insignias, un diploma acreditativo rubricado por el Lehendakari. Antes de la concesión de una distinción, la Secretaría de la Presidencia del Gobierno Vasco debe instruir un expediente, con carácter previo, en el que se determinen las circunstancias que aconsejen la concesión. Todas ellas poseen un carácter meramente honorífico, al no conllevar prestación económica alguna.

## Cruz del Árbol de Gernika

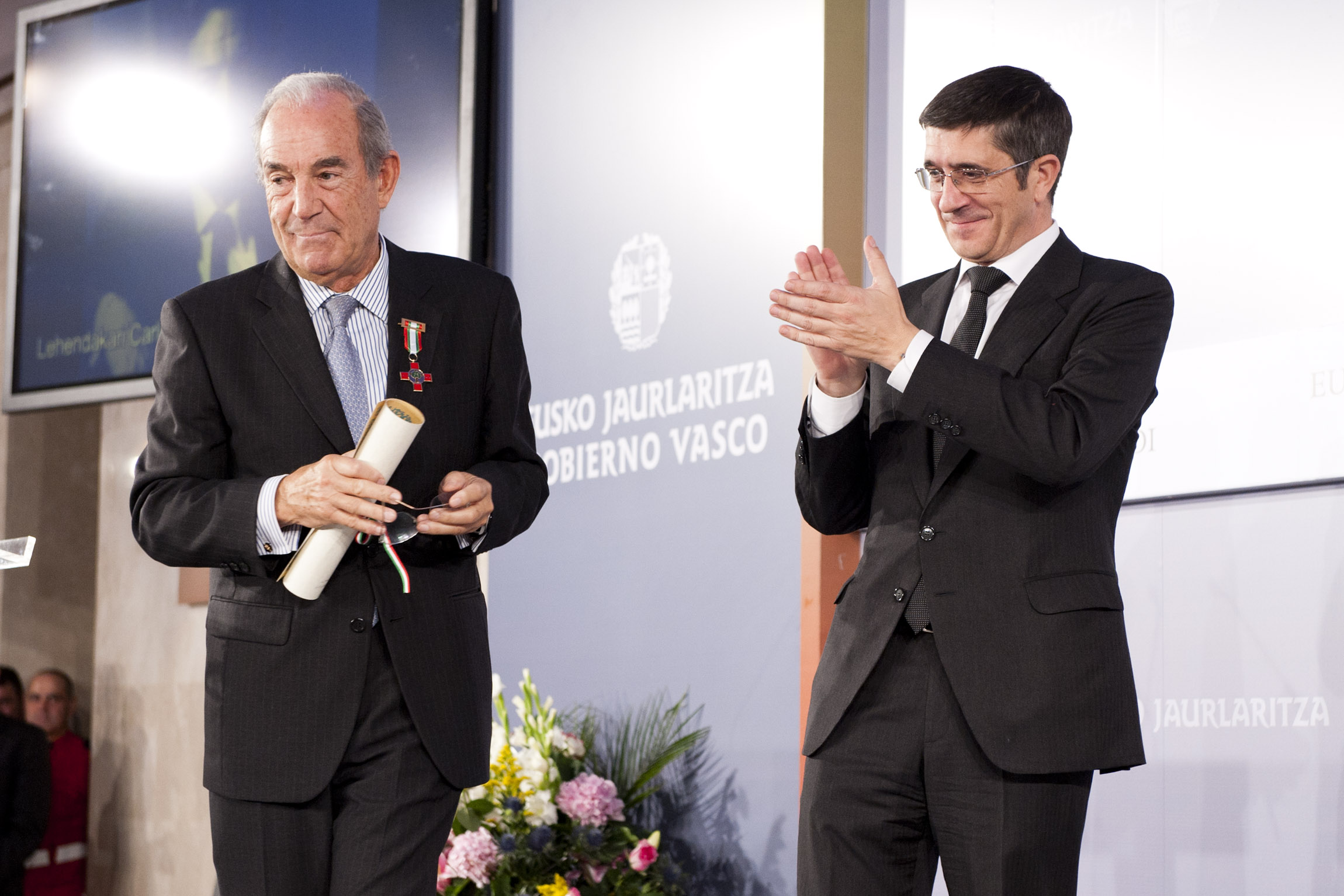
Carlos Garaikoetxea al recibir la Cruz del Árbol de Guernica en 2011.

La Cruz del Árbol de Gernika (en vasco: Gernikako Arbolaren Gurutzea) tiene la finalidad de recompensar a los vascos o personas con ascendencia vasca, que se hayan distinguido por la relevancia de sus actuaciones al servicio del País Vasco, en defensa de su identidad y restauración de su personalidad y, en general, por su labor excepcional y prestigio en el campo social, económico o cultural. Los condecorados reciben el tratamiento de Excelentísimo Señor/Excelentísima Señora, y los honores inherentes de esta recompensa tienen un carácter vitalicio. El número de concesiones se encuentra limitado a un máximo de una por año y pueden efectuarse nombramientos a título póstumo.
La insignia de la Cruz del Árbol de Gernika consiste en una cruz griega, realizada en oro y esmaltada en rojo, mostrando en sus bordes el metal mencionado. En su anverso, situado en su parte central, sobre un fondo de color dorado y forma circular se encuentra reproducido el Árbol de Guernica, tal y como figura en el escudo del Señorío de Vizcaya. En los brazos horizontales de la cruz, esmaltado en color verde con bordes en oro, puede leerse el lema «BETI ZUTIK» (Siempre de pie). El reverso cuenta con los mismos elementos, salvo la figura del Árbol de Guernica, sustituida por el escudo del Gobierno Vasco, y el lema con la inscripción «EUSKO JAURLARITZA-GOBIERNO VASCO». Asimismo, en el reverso figuran nombre y apellidos del galardonado y la fecha de imposición. La cinta de esta cruz tiene dos modalidades, dividida en tres franjas verticales con los colores de la ikurriña, la bandera vasca, cuando el destinatario sea un ciudadano vasco, o verde, en el caso de no serlo.

## Distinción «Lan Onari»

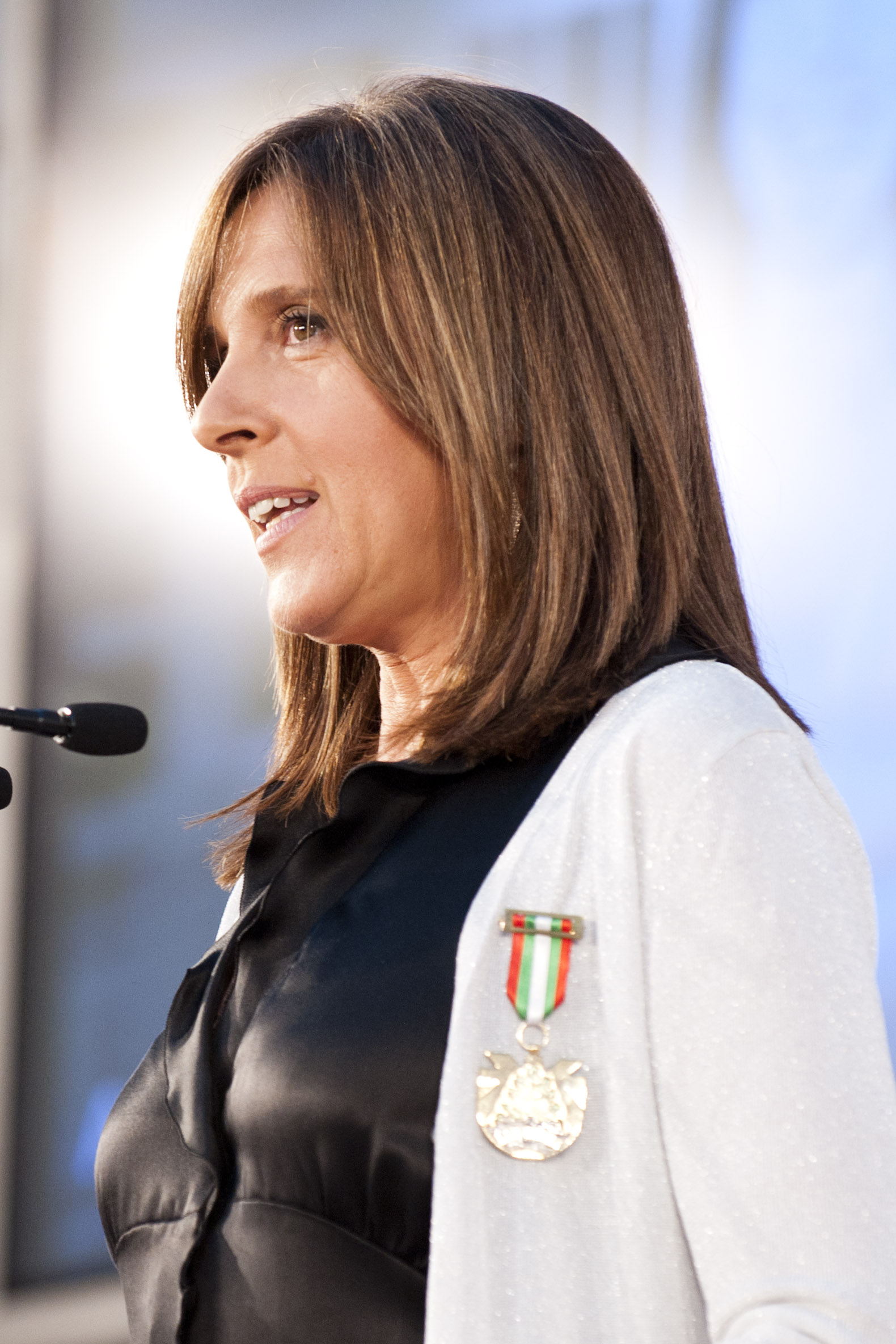
Ana Blanco con la medalla Lan Onari.

La Distinción «Lan Onari» (Al buen trabajo) sirve de reconocimiento público a los ciudadanos vascos que se hayan distinguido de forma extraordinaria por su dedicación, constancia y espíritu de iniciativa en el desempeño de su actividad profesional, siempre que sea patente el nivel de sus méritos. Los destinatarios reciben el tratamiento de Ilustrísimo Señor/ Ilustrísima Señora.
La insignia de esta distinción consiste en una medalla realizada en metal dorado con forma semicircular, en cuya parte superior aparece la Ikurriña, representada con aspas. En el centro del anverso puede verse una hoja de roble y la figura de un engranaje como símbolo de la contribución de su titular al progreso de la sociedad vasca. Sobre el engranaje, aparece el nombre por el que es conocida esta condecoración «LAN ONARI».
En el reverso de la medalla figura, realizado en bajo relieve, el escudo del Gobierno Vasco acompañado con la inscripción «EUSKO JAURLARITZA-GOBIERNO VASCO» y la fecha de concesión. En la parte superior aparecen grabados el nombre y apellidos de la persona distinguida. La hebilla es dorada y la cinta se encuentra dividida en tres franjas verticales con los colores de la ikurriña.

## Distinción «Lagun Onari»
La Distinción «Lagun Onari» (Al buen amigo) se entrega a personas físicas o entidades que, aun no siendo vascas, en el desempeño de sus actividades han contribuido de manera destacada al beneficio del País Vasco, a su promoción económica y a la divulgación histórica y cultural de su identidad en el exterior. También puede otorgarse por motivos de cortesía o reciprocidad. Cuenta con dos modalidades:
- Medalla, destinada a las personas.
- Placa de Honor, entregada a las entidades.

La insignia de la medalla es circular y está fabricada en metal dorado. Cuenta con un reborde de relieve en su corona exterior. En el anverso, situada en su parte central, aparece reproducida la figura de un dantzari en actitud de saludo y rodeada de las inscripciones «EUSKAL HERRIAK», en su parte superior, y «LAGUN ONARI», debajo.
Las dos inscripciones mencionadas forman un círculo que rodea al dantzari y se encuentran separadas entre sí por dos lauburus. En el reverso está grabado el escudo del Gobierno Vasco, junto a la inscripción «EUSKO JAURLARITZA-GOBIERNO VASCO» y la fecha de concesión. En la parte superior aparecen grabados el nombre y apellidos de la persona recompensada. Posee una hebilla dorada y una cinta dividida en tres bandas verticales con los colores de la ikurriña. 
La placa de honor también es dorada, de forma circular y cuenta con un reborde de relieve en su corona exterior. En su parte superior aparece reproducida la expresión «EUSKAL HERRIAK», y en la inferior «LAGUN ONARI», todo ello colocado en círculo y rodeando la figura de un dantzari en actitud de saludo. Sobre la figura del dantzari se muestra el escudo del Gobierno Vasco junto a su denominación oficial y debajo se puede leer nombre de la entidad distinguida y la fecha de entrega.
La distinción «Lagun Onari» también puede recompensar a aquellas personas o entidades de reconocido prestigio en los ámbitos social,cultural, económico o político, a los que se quiere reconocer como "amigos de los vascos", por reflejar en su trayectoria virtudes y valores asociados al pueblovasco a lo largo de la historia. Sus modalidades, al igual que en la categoría anterior son:
- Medalla, destinada a las personas.
- Placa de Honor, entregada a las entidades.

La medalla es idéntica a la descrita salvo en la forma, que en este caso es octogonal en vez de circular. La placa de honor también tiene como única diferencia su forma, en este caso oval.